# Vantablack

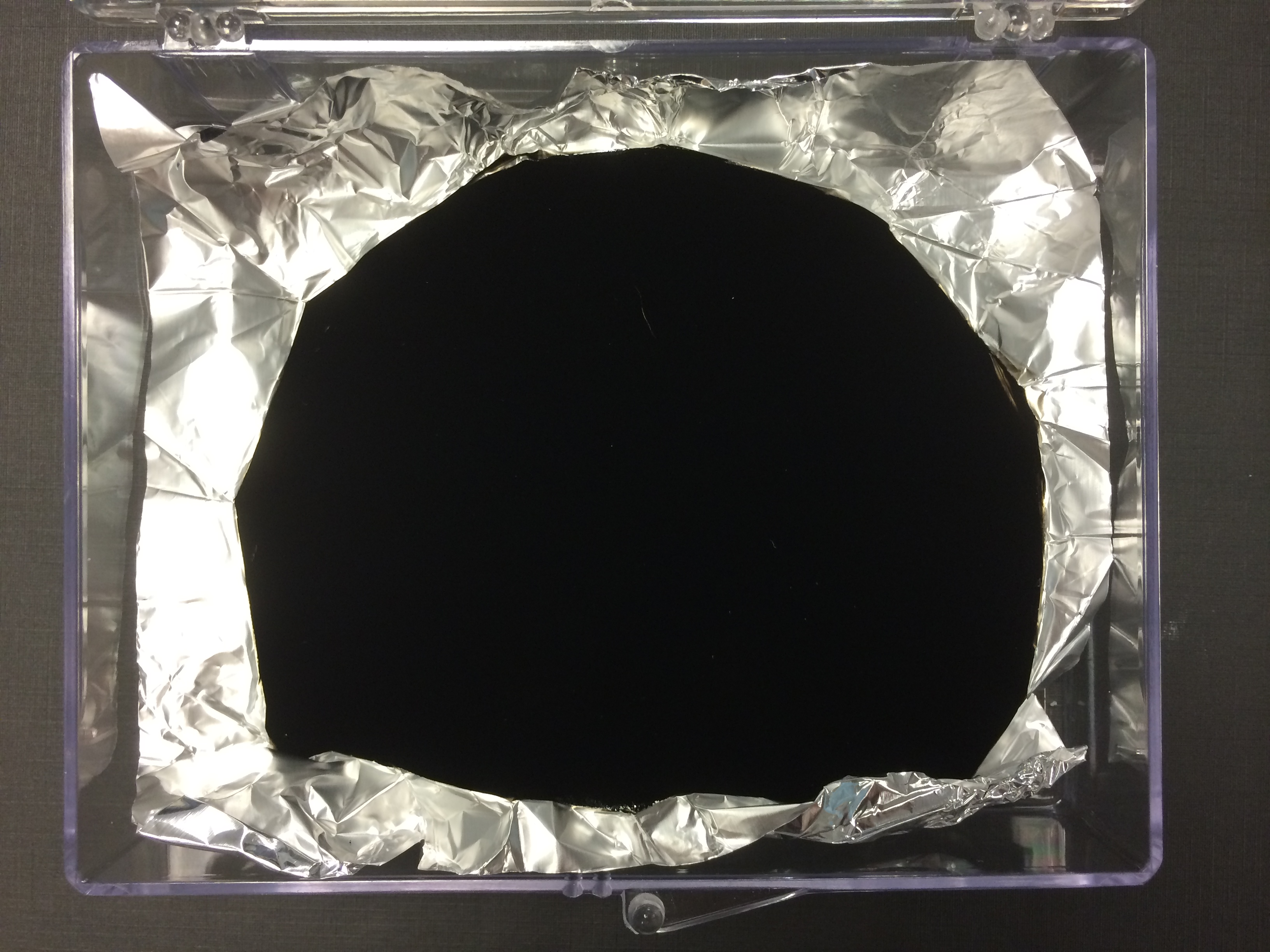
Vantablack на алюмінієвій фользі

Vantablack (вимовляється як Вантаблек) — матеріал з вуглецевих нанотрубок. Є одним із найвідоміших чорних матеріалів. Поглинає 99,965 % випромінювання: видимого світла, мікрохвиль та радіохвиль (для порівняння: найчорніше вугілля поглинає лише 96 % світла). Матеріал складається з масиву насаджених вертикальних трубочок, що «ростуть» на алюмінієвій фользі; фотони, що потрапляють на Vantablack, губляться між нанотрубками і практично не відбиваються назовні, перетворюючись на тепло.
Вперше цей матеріал був представлений вченими Національної фізичної лабораторії Великої Британії та Surrey NanoSystems на авіасалоні Фарнборо в липні 2014 року. Назва матеріалу походить від словосполучення Vertically Aligned NanoTube Arrays (укр. вертикально орієнтовані масиви нанотрубок) та слова black (укр. чорний).
У нового матеріалу є багато потенційних застосувань: наприклад, зменшення розсіювання світла в телескопах, удосконалення інфрачервоних камер, в електромеханічних пристроях тощо. Також можливе його застосування для збільшення поглинання тепла в матеріалах, що використовуються в технологіях з концентрування сонячної енергії, а у військовій сфері Vantablack можна використовувати для створення «температурного камуфляжу», наприклад, для повітряних суден. Хоча говорити з журналістами на тему потенційного військового застосування розробникам заборонено і ціну на матеріал вони також відмовились назвати, зазначивши лише, що «він дуже дорогий».
Цікава реакція людського ока на Vantablack: завдяки майже повній відсутності відбитого світла, людина сприймає його не як чорний предмет, а як ніщо, як провал у безодню, в чорну діру, як двовимірну чорноту. Свій інтерес до Vantablack виказав відомий скульптор Аніш Капур, який заявив, що цей матеріал дуже ефектно виглядатиме як фарба, наприклад, для зображення бездонного космосу.